# Bistum Boac
Das Bistum Boac (lat.: Dioecesis Boacensis) ist eine auf den Philippinen gelegene römisch-katholische Diözese mit Sitz in Boac.

## Geschichte
Das Bistum Boac wurde am 2. April 1977 durch Papst Paul VI. aus Gebietsabtretungen des Bistums Lucena errichtet und dem Erzbistum Lipa als Suffraganbistum unterstellt.
Es umfasst die Provinz Marinduque.

## Bischöfe von Boac
- Rafael Montiano Lim, 1978–1998
- José Francisco Oliveros, 2000–2004, dann Bischof von Malolos
- Reynaldo Gonda Evangelista, 2004–2013, dann Bischof von Imus
- Marcelino Antonio Malabanan Maralit, 2014–2024, dann Bischof von San Pablo
  - Sedisvakanz seit 21. September 2024